# Святой Кирилл (остров)
Святой Кирилл (также Остров святых Кирилла и Иулитты) — болгарский остров в Чёрном море, расположенный на расстоянии 250 метров от Созополя. Его площадь — около 0,08 км², высота над уровнем моря — 15 метров. Остров соединён с континентом с помощью дороги и мола. В отличие от большинства других болгарских островов в Чёрном море, на Святом Кирилле полностью развитая инфраструктура. Мол был построен в 1927 году и сформировал Созопольский залив в виде подковы, где вода спокойная даже при самых неблагоприятных погодных условиях.
Остров назван в честь средневекового монастыря святых Кирика и Иулитты, руины которого сохранились до сих пор. Монастырь подчинялся основном ставропигийскому монастырю на близлежащем острове Святой Иван. В 1372 году монастырь святых Кирилла и Иулитты обзавёлся собственным виноградником, а в 1629 году был разрушен турками-османами.
В 1925—1926 годах на острове построили школу для рыбаков и моряков, в которой было разрешено учиться только сиротам. Школа просуществовала всего 10 лет, а уже в 1936 году её реорганизовали для размещения болгарской военно-морской академии. До 2005 года остров Святой Кирилл был запретной военной территорией, поскольку здесь располагалась военно-морская база болгарских военно-морских сил. На острове были построены 38 массивных зданий с общей площадью 10 тысяч м², три подземных хранилища и гидротехнические сооружения. Остров использовался Министерством обороны как военный порт.
В 2007 году остров Святой Кирилл был окончательно демилитаризован и должен стать центром международного морского туризма. Ещё в 1965 году остров был объявлен памятником культуры и включён в границы заповедника Созополя.